# D.C. Cab
D.C. Cab è un film del 1983 scritto e diretto da Joel Schumacher.
Il protagonista del film è Mr. T, noto per il suo ruolo di P.E. Baracus nel telefilm degli anni ottanta A-Team.

## Trama
Albert (Adam Baldwin) piomba a Washington con il sogno americano di creare una compagnia di taxi. Per questo va a lavorare da Harold, che invece gestisce una sua compagnia in difficoltà economiche, e tenta di coinvolgerlo nel suo progetto.